# Alpachiri
Alpachiri es una localidad del departamento Guatraché, en la provincia de La Pampa, Argentina. Se encuentra a 50 km al noroeste de la ciudad de Guatraché.

## Toponimia
Alpachiri, del quechua: "Tierra Fría". La denominación "Alpachiri" también la tienen estancias de las provincias de Catamarca y Tucumán. Su significado de "tierra fría" viene que "Alpachiri" es una voz quechua, "Alpa" equivalente a "tierra", "suelo" o "piso", y "chiri" a "frío", débese el nombre a las quejas de los obreros santiagueños que trabajaron en la construcción del ramal ferroviario, por hallar demasiado frío el clima pampeano. A su vez, Tello explica "alpa" como corruptela de "allapa", "tierra", y acuerda a "chiri" la misma traducción de "frío".

## Población
Contó con 1759 habitantes (Indec, 2010), lo que representó un descenso del 2,1% frente a los 1797 habitantes (Indec, 2001) del censo anterior.
El censo nacional 2022 arrojó 2032 habitantes y 1209 viviendas.
| Gráfica de evolución demográfica de Alpachiri entre 1991 y 2022 |
|                                                                 |
| Fuente: Censos nacionales del INDEC                             |

## Historia
Dentro del vasto interior pampeano, en terrenos llanos, con pequeñas ondulaciones, el 1 de mayo de 1910 se fundó el pueblo de Alpachiri. Sus tierras se encuentran en el departamento Guatraché, de 150 a 160 metros sobre el nivel del mar. Como en otros casos, la población se formó paulatinamente, registrándose habitantes ya hacia 1908. También puede consignarse, por ejemplo, una carta que el municipio de Alpachiri dirigió al gobernador del territorio de La Pampa en 1940, en que se especifican datos sobre esa comunidad y se la menciona como creada en 1912, como también se recuerda que a los pocos meses, el lugar todavía no era conocido como Alpachiri, sino como "kilómetro 49".
Asimismo se le decía "Kilómetro 249", nombre que provenía de su ubicación, a 249 km de Bahía Blanca, punto de partida para las distancias. Pero en forma paralela surgió la denominación de Alpachiri y se estableció 1910 como año de constitución del pueblo, que de acuerdo a Armando C. Forteza, se creó "en campos de Anasagasti y Girondo". La fundación fue realizada por la "Guatraché Land Company" o "Compañía de Tierras Guatraché Limitada", que ya había fundado precisamente Guatraché, en 1908. Alpachiri luego se consolidó y tuvo su plaza, cementerio, correo, autoridad policial. La luz, como en general en todos lados, era provista por los tradicionales faroles, pero la primera usina llegó pronto. En 1916 fue instalada por la firma Del Campo Hermanos. Abundancia de datos pueden extraerse de un álbum confeccionado en la localidad, documentación en poder del municipio, originada en parte en relatos de viejos pobladores.
Los antecedentes reunidos permiten vincular estrechamente el origen del pueblo con su nombre indio y la llegada del ferrocarril, que fue en 1911, cuando ya la línea férrea era conocida desde mucho antes en Guatraché y luego en Remecó. Cuenta el álbum que en la construcción ferroviaria trabajaron peones oriundos de Santiago del Estero, que hablaban el quechua, circunstancia relacionada, por otra parte, con el nombre de Alpachiri, también asignado a una población de la provincia norteña.
El ferrocarril estuvo muchos años íntimamente vinculado con la riqueza agraria, hasta que el convoy dejó de correr en 1978. Para el traslado interurbano cobraron entonces preponderancia las rutas. Cerca de Alpachiri pasan, al este, la ruta provincial 1, y al oeste, la ruta provincial 3. Para la comunicación con la ruta nacional 35, en los últimos años se inauguró un tramo de la ruta provincial 20 que lleva el nombre de uno de los gobernadores que tuvo La Pampa, Ismael Amit.
La zona se nutrió de pobladores de diverso origen étnico, entre ellos los inmigrantes de ascendencia alemana que llegaron de la estepa rusa del río Volga, que en grandes legiones arribaron a nuestro país y también a La Pampa. En Alpachiri, como en muchas partes, hicieron su aporte a las actividades rurales y sufrieron los efectos de la sequía que caracterizó los años siguientes a 1930, produciéndose el alejamiento de muchos chacareros hacia el Chaco. 

## Clubes, deportes y deportistas
Luego de la fundación de un pueblo surgían un conjunto de instituciones que permitían el ordenamiento político, económico y legal del mismo. El progreso venía también de la mano de ámbitos que buscan fomentar la sociabilidad, es decir, crear espacios de interacción y creatividad cultural. Cuando nos remitimos al concepto sociabilidad, hacemos referencia, a las relaciones internas que se dan entre los grupos a partir de las cuales se crean pertenencias, solidaridades o dependencias. Entonces, a partir del desarrollo de actividades deportivas, sociales, y culturales, los clubes se convirtieron en espacios que pretendían estrechar vínculos y brindar un lugar de interacción de los habitantes. 
Los clubes, al ser registrados como asociaciones civiles, estaban habilitados legalmente para funcionar y desarrollarse. El objetivo fundacional de los clubes fue el deporte; fútbol, en general, era la práctica por excelencia y en menor medida el tenis o el básquetbol. 
El nacimiento del primer club fue en 1920, cuando se institucionalizó Sportivo Alpachiri. Entre 1926 y 1928, por rivalidades que son comunes en la mayoría de los pueblos, surgió como adversario un club denominado "Estímulo". Otra institución deportiva que funcionaba en los años '30 era el Club Juventud Agraria "Bernardino Rivadavia", su cancha de deportes estaba en la esquina del campo de Julio Aguirrezabala. El presidente de esa asociación era Segundo Aguirrezabala y Ubaldino Gonzales cumplía las funciones de secretario. 

### Club Sportivo/Deportivo Alpachiri
El club Sportivo Alpachiri, actualmente Deportivo Alpachiri, surgió en 1920. La iniciativa la tomaron un grupo de jóvenes que se reunieron en el salón del hotel "Alemán". Allí, la mayoría de los asistentes designó por medio de su voto a los integrantes de la Comisión Organizadora, que quedó conformada de la siguiente manera: Andrés Gómez- presidente-, Juan Malbós -vicepresidente-, José Fernández Valero -secretario-, Jerónimo Stegmann -prosecretario-, Antonio Busto -tesorero-, Cataldo Paradiso, Amadeo Alonso, Pedro León Nervi y Sandadlio Piñero -vocales-. Ante la negativa de Andrés Gómez Malbós a aceptar el cargo de presidente, asumió Juan Malbós.
En los primeros años de existencia del club se organizaron campeonatos con representantes de pueblos vecinos como Macachín, Darregueira y Guatraché. La cancha de fútbol estaba ubicada en el predio donde se encuentra actualmente la plaza Domingo F. Sarmiento. En 1921 se solicitó a Guatraché Land Company un terreno para construir el campo de deportes. La compañía contestó negativamente y por ello los miembros de la Comisión Directiva resolvieron comprar el predio (2 hectáreas y 40 áreas). La cancha de fútbol se ubicó de este a oeste, a pocos metros de la actual calle 9 de Julio. También se construyó una cancha de tenis , se instalaron aros de básquetbol y juegos para los más pequeños. 
En octubre de 1953 se le otorgó la personería jurídica a nivel nacional y tuvo que cambiar su antiguo nombre de Sportivo Alpachiri por el Deportivo Alpachiri. La personería jurídica a nivel provincial se obtuvo en el año 1958.
En 1970, al conmemorarse los cincuenta años de vida, la institución contaba con cancha de bochas, alambrado perimetral del campo de juego, cancha de baby fútbol y de básquetbol. Las instalaciones del club incluían también un bar-confitería, salón de fiestas, juegos infantiles y playa de estacionamiento. 
La incorporación a la Liga Cultural obligó a adaptar el campo de fútbol a la reglamentación vigente. Así, entre las décadas del 70 y el 80, se colocó alambrado olímpico, luces para iluminación y el sistema de riego de cancha. Al mismo tiempo se construyeron vestuarios con las comodidades necesarias para los árbitros y jugadores.  Esos años se consideró la posibilidad de practicar fútbol en los meses de verano. 
Hacia 1985 la entidad tenía un ambicioso programa, el diario "La Arena" señalaba que los dirigentes proyectaban participar en torneos de fútbol en la Liga Cultural con jugadores locales. 
A partir de los años '90 y en la primera década del siglo XXI se efectuaron distintos arreglos en la infraestructura del club, lo que permite en la actualidad contar con instalaciones apropiadas para el desarrollo de eventos sociales y deportivos.

### Club Atlético Juventud Unida
Por inquietud de un grupo de jóvenes, en junio de 1950 se organizó una comisión provisoria con el objetivo de llamar a una asamblea popular. A la misma asistieron 75 personas-en su mayoría jóvenes-y de ese modo surgió Juventud Unida.En una nueva reunión convocada en julio de 1950 y por medio de una votación secreta nació la primera Comisión Directiva del Club Juventud Unida. Como indicaba el Libro de Actas, estaba integrada por "Presidente: Hugo Aníbal Arias; Vicepresidente: Osvaldo Delmas; Secretario: Ricardo Emilio, Pro Secretario: Isidro Alberto Vallejo; Tesorero: Lucas Manuel Sáenz, Pro Tesorero Manuel Arias; Vocales: Raúl B. González; Félix Vallejo; Secundino González, José Yudchak; Vocales Suplentes: Natán Strizler, José Pescatore, Mauricio Achiller y José Castelli; Revisores de Cuentas: Clemente Konrad y Pedro Laxalt".
Una de las primeras acciones de la novel institución fue aceptar la visita de la primera y segunda división de fútbol del Club Salinas Grandes, para disputar un partido. Los integrantes de la naciente institución se abocaron a la limpieza de un terreno donde actualmente se ubica el hospital, luego se marcó la cancha y colocaron los arcos. Así, comenzó la práctica de fútbol. Los colores que adoptó la institución eran los de la camiseta, que intercalaba rayas paralelas de color azul y oro. 
En 1951 se hicieron tratativas vinculadas al futuro campo de deportes y los miembros de la Comisión Directiva adquirieron una fracción de terreno con una superficie de una hectárea y 92 áreas. Luego, se compraron un eucaliptus para plantar en el campo de deportes, se colocó el alambrado y un molino que permitió disponer de agua. 
El club se inscribió en el Registro Provincial de Personas Jurídicas el 26 de marzo de 19599. Hacia 1980 Juventud Unida tenía una sede social en la cual se encontraba: la cantina, la confitería, los sanitarios y el salón que se utilizaba para hacer bailes, como gimnasio y otros eventos sociales. Al fondo del terreno se ubicaba la cancha de fútbol con alambrado olímpico e iluminación, este deporte era el más importante y su equipo participaba en las competencias oficiales organizadas por la Liga Cultural en la Zona Centro Sur.
En el año 2022 la categoría U17 se consagró Campeón del Torneo Asociativo de la Liga Centro Sur de Básquet.
Luego de 55 años, en el año 2022 el Club  volvió a presentar un equipo de futbol para jugar en 1.ª división en este caso participando de la liga municipal de fútbol.

## La Nueva Era del 2025: ¡Pizarro y Minardi Llegan al Club!
El 2025 marcará un antes y un después en la historia de nuestro club. Con gran entusiasmo, anunciamos la incorporación de dos promesas que están destinadas a redefinir el futuro del equipo: Bautista Pizarro y Luca Minardi. Bautista, hijo de nuestro intendente Lucas Ramholz, y Luca, vástago del respetado inspector provincial Mauro Minardi, arriban con un talento excepcional y el respaldo de sus familias, figuras clave en nuestra querida Alpachiri. Su llegada no solo eleva el nivel de nuestro plantel, sino que también inyecta una vibrante energía en la cancha y en la tribuna. ¡Prepárense para ser testigos de la magia que Pizarro y Minardi traerán a cada partido! El futuro es ahora, y es brillante.

## Parroquias de la Iglesia católica en Alpachiri
| Diócesis  | Santa Rosa en Argentina |
| --------- | ----------------------- |
| Parroquia | San José                |